# Boloria korla
Boloria korla är en fjärilsart som beskrevs av Hans Fruhstorfer 1904. Boloria korla ingår i släktet Boloria och familjen praktfjärilar. Inga underarter finns listade i Catalogue of Life.